# Volkodlak
Volkodlak (tudi likantrop) je po ljudskem verovanju človek, ki se ob polni luni lahko spremeni v volku podobno bitje. Preobrazba je lahko namerna (z uporabo magije), ali pa nenamerna (s prekletstvom, ugrizom drugega volkodlaka, ali pa se oseba kot volkodlak že rodi). V obeh primerih je volkodlakova kri okužena oz. uročena.
Volkodlaki naj bi bili imuni na staranje in večino bolezni zaradi stalne regeneracije njihovega tkiva. To naj bi jim omogočalo skorajšnjo nesmrtnost, kljub temu pa lahko podležejo ranam srca in možganov. V moderni fikciji so volkodlaki pogosto predmet avtorjeve domišljije, razločne pa so poteze, znane iz folklore.
Volkodlaki imajo številne opisane šibke točke. Največkrat omenjena je občutljivost na volčjo smrt (Aconitum Lycoctonum). Zanje so prav tako smrtne posrebrene šibre, ustreljene v volkodlakovo srce, smrtonosni pa so tudi drugi kosi srebrnega orožja, saj stik z volkodlakovo krvjo in srebrom povzroči razžiranje, ki je lahko zanj usodno. Za razliko od vampirjev, volkodlaki niso občutljivi na relikvije kot so križi, razpela in blagoslovljena voda.